# Prop del mar
Prop del mar (títol original en tahitià Fatata te Miti) és un quadre de Paul Gauguin fet el 1892 durant la seva primera estada a Tahití. Es conserva a la National Gallery of Art de Washington. Es coneix per la referència núm. 463 del catàleg de Wildenstein.
En el cantó dret inferior té la inscripció P Gauguin 92 i a l'esquerra Fatata te Miti. La traducció literal del títol en tahitià és "El mar és a prop", però la mateixa traducció de Gauguin en el catàleg de l'exposició a la Galeria Durand-Ruel és Près de la mer (Prop del mar), versió que s'ha conservat com a millor interpretació.

## Descripció
En primer pla es mostra la sorra rosada amb algunes fulles. Un arbre creua tot el quadre ocupant la part esquerra. De les branques surten unes flors blanques. Darrere l'arbre una dona tahitiana es treu el seu pareo per reunir-se amb una altra dona que ja s'està submergint al mar per a nedar. A la dreta trenquen les ones i al fons un home està pescant amb llança.
Els colors intensos i tropicals transmeten la sensualitat d'una escena tranquil·la dels Mars del Sud. El color daurat de les dones destaca sobre el mar fosc.

## Composició

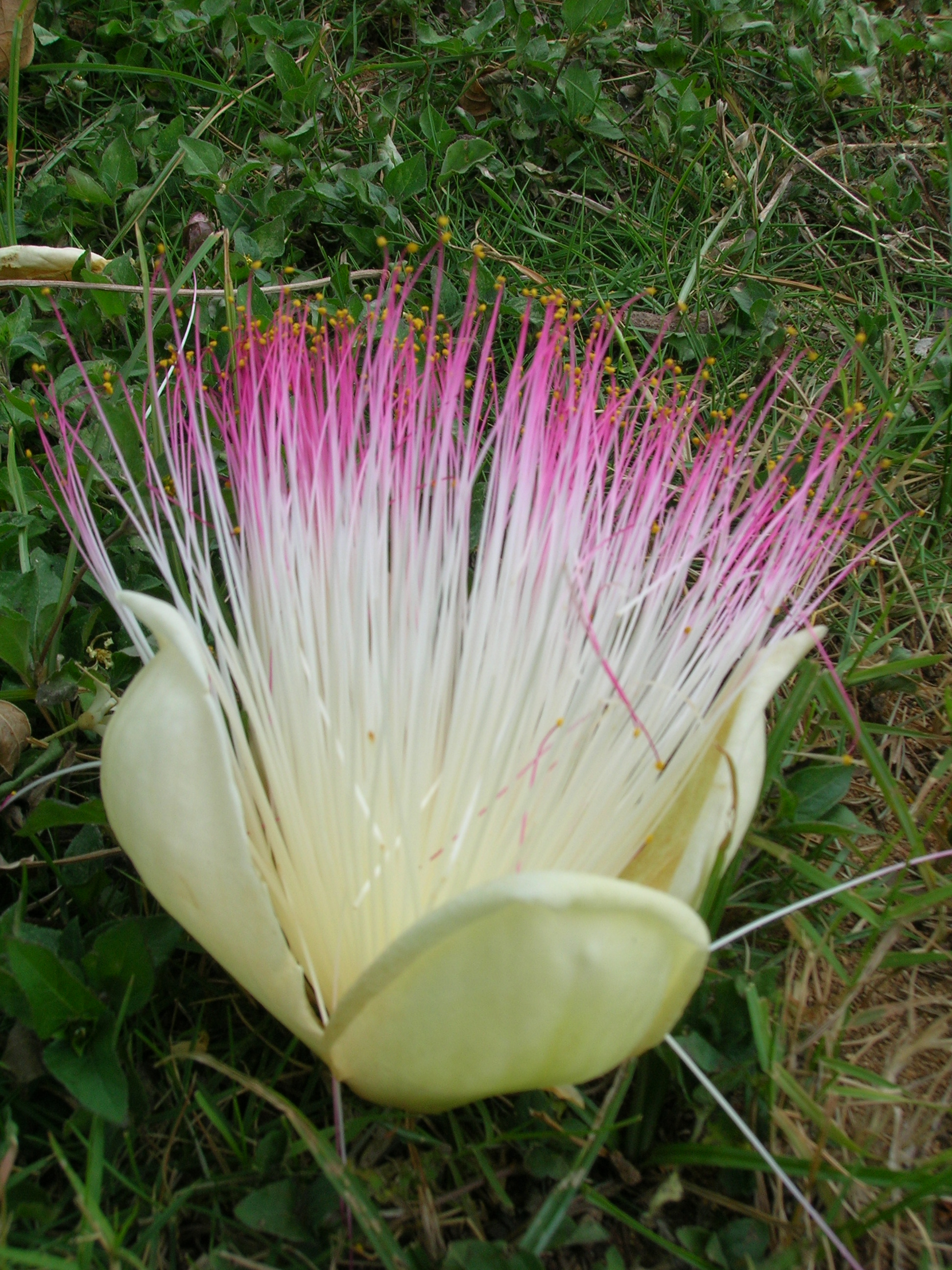
Flor de Barringtonia asiatica

L'arbre que creua tot el quadre recorda les estampes japoneses. És un recurs que Gauguin ja va utilitzar a La visió després del sermó. L'arbre és un hutu (Barringtonia asiatica). Encara que és una escena de platja aparentment mancada de simbolisme, les flors blanques d'hutu se superposen al pescador del fons. És una flor de llargs filaments d'estams blancs amb les puntes de color rosa. Malgrat que Gauguin les ha pintat en una escena de dia, les flors s'obren durant la nit i els estams cauen al matí. L'arbre té una substància verinosa i les llavors eren usades per a pescar per intoxicació.
L'obra utilitza el recurs de la sinestèsia, una fusió de la pintura amb la música, la dansa o el teatre, per activar els sentits equiparant les formes i els colors amb el ritme del so o el moviment. Les figures queden absorbides per la riquesa ornamental de formes i colors en una fusió de l'home amb la natura. Els gestos reforcen la unió o el lliurament a la natura. Mentre la noia de davant s'està desvestint mostrant el seu cos al mar, la de darrere està inclinada amb els braços amunt en una actitud reverent.

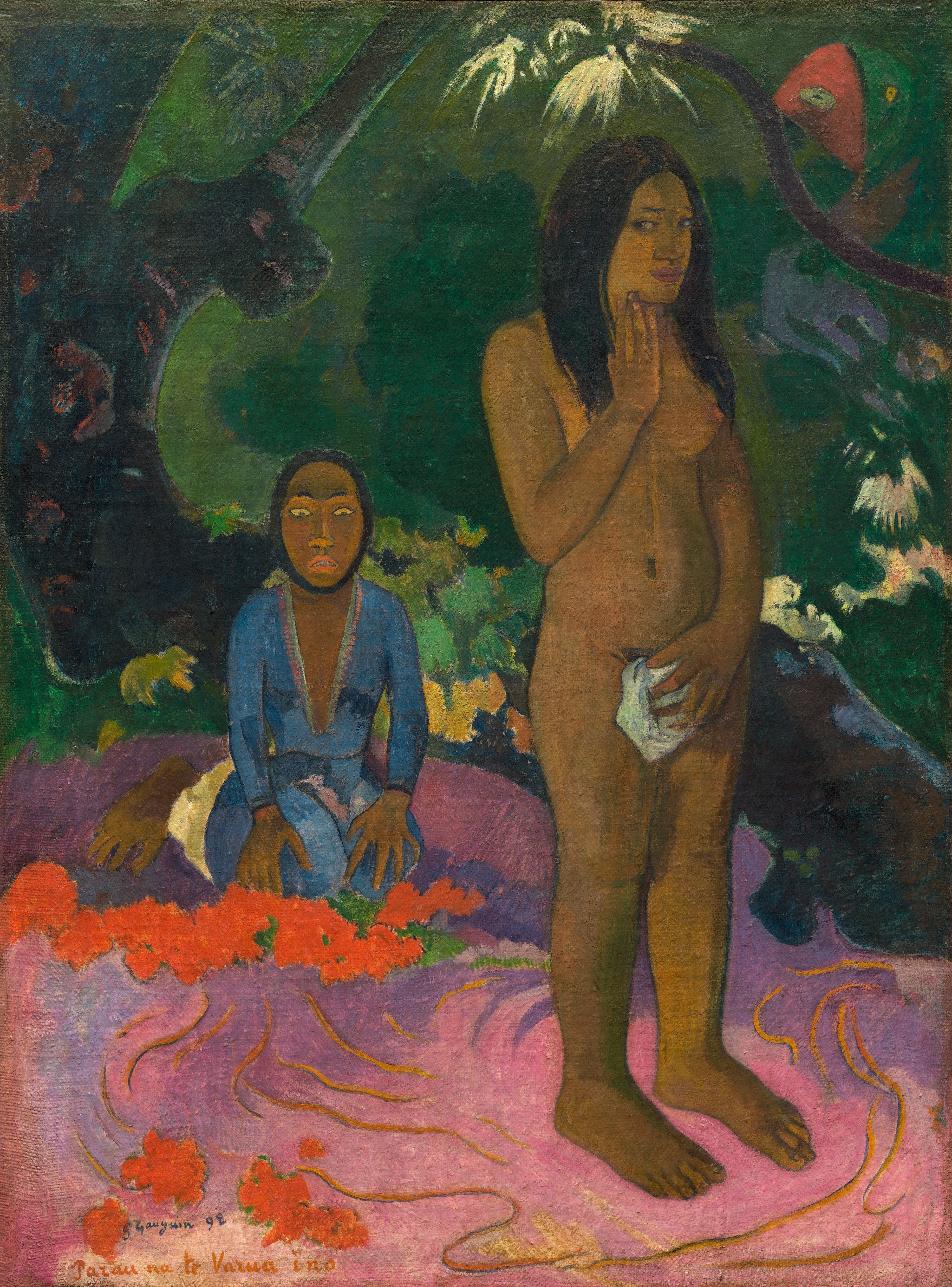
Parau na te Varua ino (1892)

La composició té algunes similituds amb Parau na te Varua ino (1892), amb els mateixos colors vius, la sorra rosa, les flors blanques fosforescents d'hutu i el mateix arbre de l'esquerra amb una forma inusual. Les similituds són una mostra de la forma de treballar de Gauguin amb esbossos preliminars que després usava en diferents obres.

## Historial
Va figurar en l'exposició «Obres recents de Gauguin» de la Galeria Durant-Rouel de París, el 1893 amb el número 24, i en l'exposició de la Libre Esthètique de Brussel·les del 1897 amb el número 277. En la subhasta de l'Hötel Drouot de París, el 1895, no va trobar comprador per 380 francs, i el mateix any va ser comprat pel marxant Ambroise Vollard. Després de ser venut a un col·leccionista de Nova York, el 1928, va ser llegat a la Galeria Nacional d'Art de Washington el 1963.
L'obra està publicada en el catàleg de Wildenstein de 1964 amb el número 463, i en el catàleg de Gabriele Sugana de 1972 amb el número 291.